# La Joyeuse

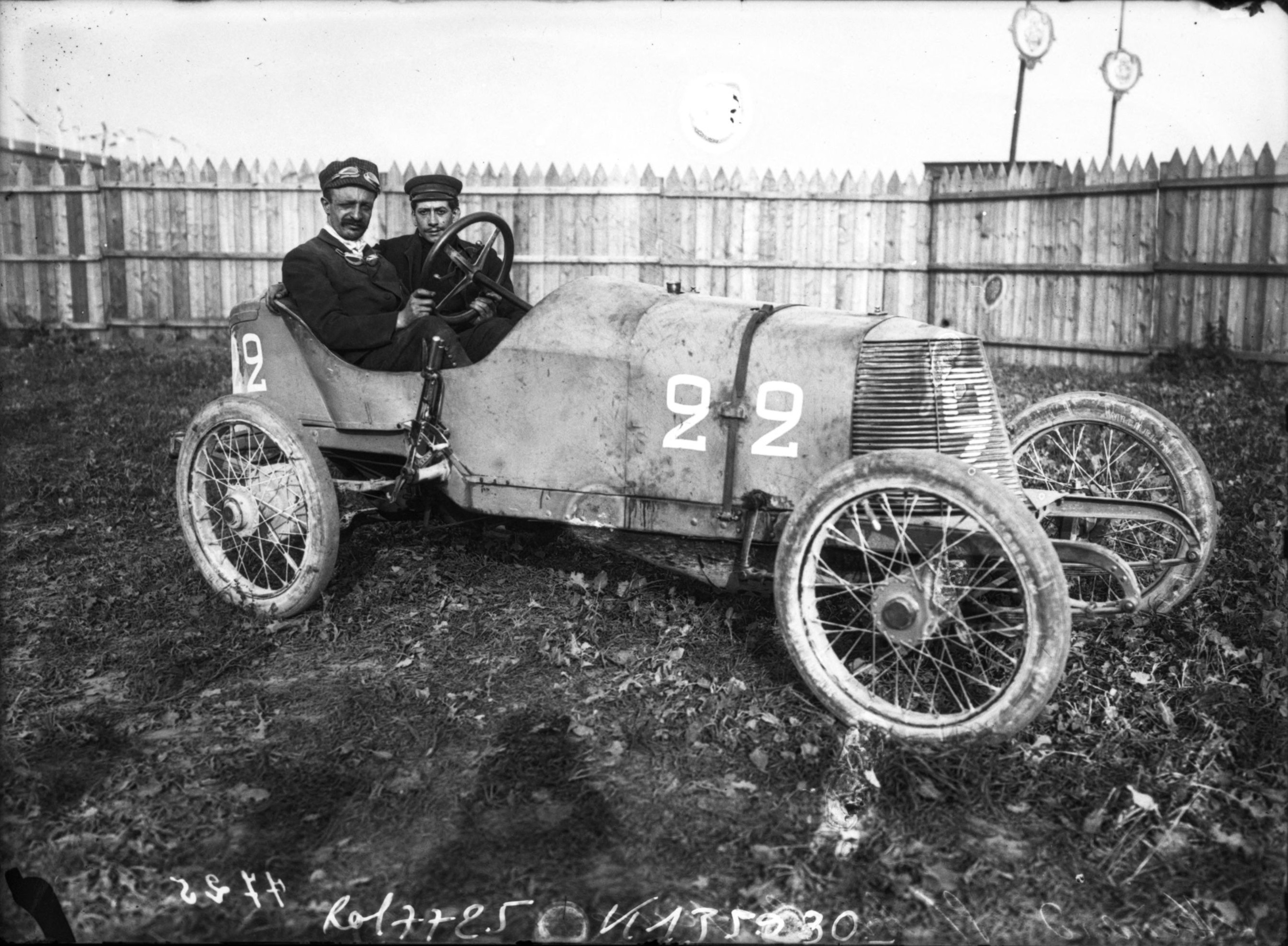
P. Ménard in einem Rennwagen der Marke beim Grand Prix des Voiturettes 1908

La Joyeuse war eine französische Automarke.

## Unternehmensgeschichte
Das Unternehmen Voitures Légères Traine aus Paris begann 1907 mit der Produktion von Automobilen, die als La Joyeuse vermarktet wurden. 1908 oder 1909 endete die Produktion. Insgesamt wurden nur wenige Fahrzeuge verkauft.

## Fahrzeuge
Das einzige Modell war ein Kleinwagen. Für den Antrieb sorgte ein Vierzylindermotor. Der Motor war vorne im Fahrzeug montiert und trieb über eine Kardanwelle die Hinterachse an. Ein Fahrzeug nahm 1908 am Autorennen Coupe des Voiturettes teil und erreichte den sechsten Platz.